# اولنووا (سن-ا-مارن)
اولنووا (به فرانسوی: Aulnoy) یک کمون در فرانسه است که در سن-ا-مارن واقع شده‌است. اولنووا ۱۵٫۰۰ کیلومتر مربع مساحت دارد.